# 乌兰巴托的夜
乌兰巴托之夜（蒙古語：、ᠤᠯᠠᠭᠠᠨᠪᠠᠠᠲᠠᠷᠢᠨ ᠤᠳᠡᠰᠢ），另译乌兰巴托的夜，是蒙古国的蒙古语流行歌曲。
1985年，歌曲由蒙古国功勋文化工作者、作曲家格斯尔扎布·普日布道尔吉作曲，功勋文化工作者、记者和诗人普日布扎布·桑堆扎布作词。这首歌最初由B. Badar-Uugan演唱，很快微笑乐队就开始演唱它。
此歌曲在中国有较高传唱度，阿云嘎、谭维维、安來寧和杭蓋樂隊等歌手都曾翻唱过。此外，2004年上映的電影《世界》亦將此首歌作为插曲。2023年12月31日， 周深与安达组合在《北京卫视跨年之夜》合唱此曲，入围2024微博视界大会影视音乐奖项。